# Societat científica
Una societat científica és una associació de professionals, investigadors, especialistes o erudits d'una branca del coneixement o de les ciències en general, que els permet reunir-se, exposar els resultats de les seves investigacions, confrontar-los amb els dels seus col·legues o especialistes dels mateixos dominis del coneixement, i difondre'n els treballs a través de publicacions especialitzades.
La majoria de societats erudites són organitzacions sense ànim de lucre, i moltes són associacions professionals. Les seves activitats solen incloure la celebració de conferències acadèmiques periòdiques per a la presentació i discussió de nous resultats de recerca i la publicació o el patrocini de revistes acadèmiques de la seva disciplina. Alguns també actuen com a organismes professionals, regulant les activitats dels seus membres en l'interès públic o en l'interès col·lectiu dels membres.

## Història

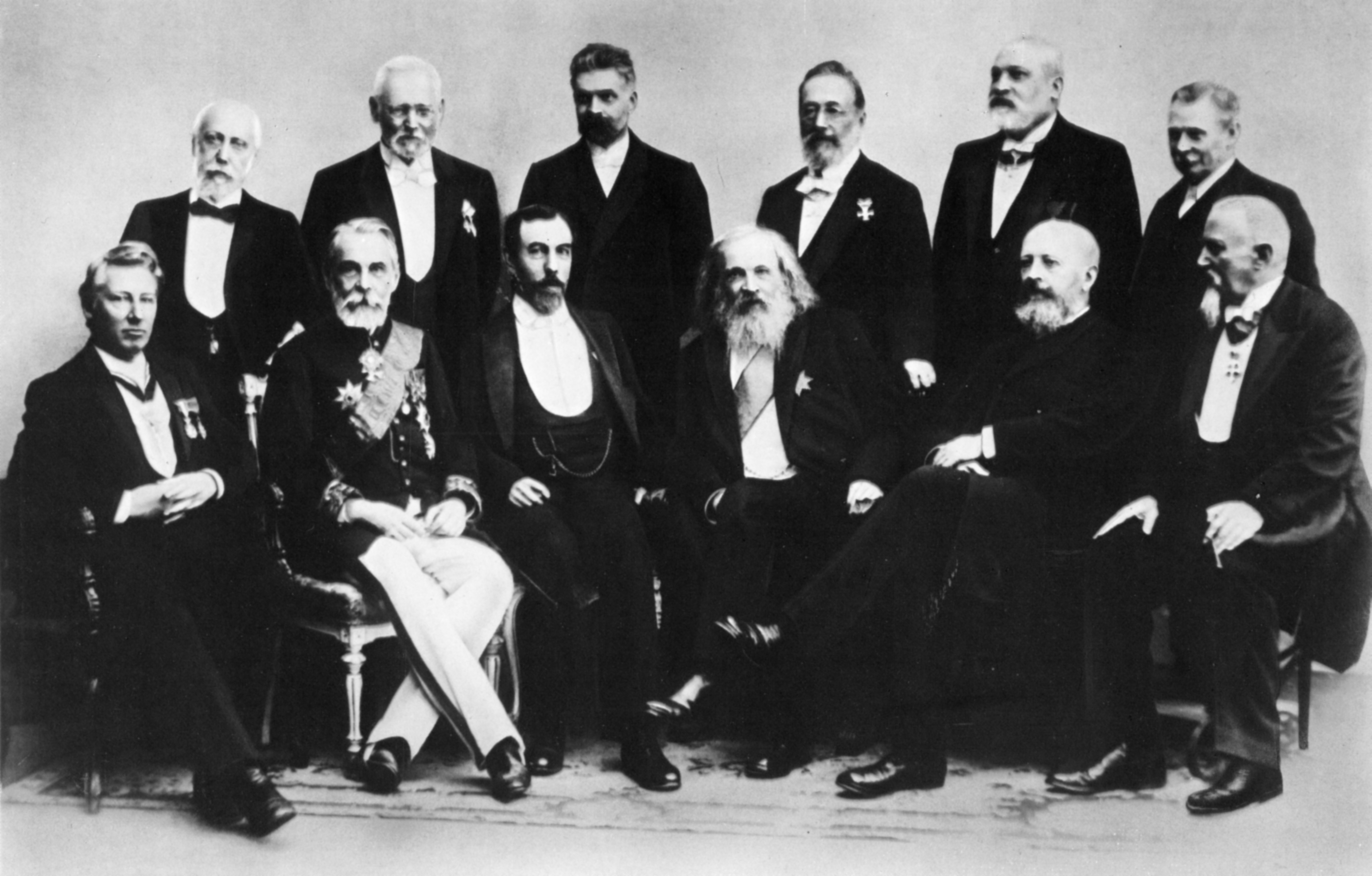
200 aniversari de la Berlin Academy, 1900

Algunes de les societats científiques més antigues són el Consistori de Tolosa (fundat el 1323), la Sodalitas Litterarum Vistulana (fundada el 1488), la Accademia della Crusca (fundada el 1583),), l'Acadèmia dei Lincei (1603), l'Acadèmia francesa (1635), l''Acadèmia alemanya de les ciències naturals – Leopoldina (1652), la Royal Society de Londres (1660) i l'Acadèmia Francesa de les Ciències (1666), al continent americà la més antiga és la Societat Mexicana de Geografia i Estadística (1833).
La participació de les societats científiques als albors de la ciència moderna és un tema àmpliament estudiat i debatut. La història de la ciència ha estat més pròdiga a analitzar els orígens de la Royal Society i de les diferents acadèmies nacionals de ciències del segle xvii, el desenvolupament de les societats professionals de científics al segle xix o la creació d'associacions internacionals en el marc del procés d'internacionalització de la ciència al segle xx.

## Característiques
La seva estructura, objectius i activitats es regeixen segons uns estatuts propis, regulats segons les lleis nacionals i internacionals. Entre les seves activitats solen incloure's les de tipus docent (cursos, tallers, seminaris, congressos, etc.), investigació (teòrica o aplicada) i publicacions (llibres, revistes, etc.).
Com a valor afegit, aconsegueixen el prestigi, tant dels seus membres com de l'organització que els vertebra. Les societats científiques es denominen, generalment, en funció del territori que abasta (internacional, nacional, regional o local) i de la branca del saber que estudien (medicina, literatura, etc.); organitzacions petites se solen federar amb altres afins per crear associacions de rang superior.
Les societats científiques solen assessorar governs, i institucions públiques o privades, sobre els coneixements que les fonamenten mitjançant informes tècnics o exàmens pericials.
Els estudis socials de la ciència han prestat major atenció als col·lectius no formalitzats en la ciència, com la "república de la ciència" de Poliana, la "comunitat científica" de Hagstrom i Merton, els " col·legis invisibles" de Crane, les "comunitats epistèmiques" de Knorr-Cetina i el "camp científic" de Bourdieu. La literatura sociològica en si, on el tema de la participació associativa és recurrent, ha abordat poc el cas particular de les associacions científiques. Es pot debatre si les societats científiques segueixen tenint raó d'existir en un sistema cada cop més polaritzat entre el científic individual, amb les seves estratègies i ambicions de carrera, i les institucions acadèmiques, pressionades a competir entre si per recursos escassos.